# Vyšný Kazimír
Vyšný Kazimír es un municipio del distrito de Vranov nad Topľou en la región de Prešov, Eslovaquia, con una población estimada a final del año 2024 de 190 habitantes.
Se encuentra ubicado en el centro-sur de la región, cerca del río Topľa (cuenca hidrográfica del río Tisza) y de la frontera con la región de Košice.

## Demografía
| Año        | 1994 | 2004     | 2014    | 2024    |
| ---------- | ---- | -------- | ------- | ------- |
| Población  | 193  | 213      | 196     | 190     |
| Diferencia |      | +10,36 % | −7,98 % | −3,06 % |

| Año        | 2023 | 2024 |
| ---------- | ---- | ---- |
| Población  | 190  | 190  |
| Diferencia |      | +0 % |